# Yésica Bopp
Yésica Bopp (Wilde, Buenos Aires, Argentina, 11 de abril de 1984) es una boxeadora y psicóloga social argentina, ex campeona mundial en la categoría minimosca de la Asociación Mundial de Boxeo y de la Organización Mundial de Boxeo; mide 1,50 m y pesa alrededor de 48 kg.
Su interés por el boxeo, surgió al presenciar una exhibición en el gimnasio de la Escuela Municipal Pascual Pérez. A pesar de la negativa familiar para comenzar a adiestrarse en el cuadrilátero, Yesica, con sólo 16 años de edad -dejando de lado sus aptitudes para el vóleibol-, decidió comenzar un entrenamiento diario con Delfino Pérez.
En 2005, se inició como amateur en un combate Panamericano disputado en la Federación Argentina de Boxeo. Fue entonces que se consagró como la primera boxeadora Campeona Panamericana, logrando la clasificación para el Mundial de Rusia donde obtuvo el tercer puesto.
En 2006 y 2007 consiguió el mismo título y clasificó para el mundial de la India en el que obtuvo la medalla de plata. También recibió el premio Firpo de Oro entregado por la Unión de Periodistas de Boxeo (UPERBOX), galardón que destaca al mejor pugilista del año, convirtiéndose en la primera mujer en obtenerlo.
Luego de nueve peleas invictas y del desconocimiento por parte de la AMB de la surcoreana Joo Hee Kim, Yésica Bopp obtuvo el título de Campeona del Mundo en la categoría minimosca.
En noviembre de 2009, habiendo retenido su título de Campeona del Mundo Minimosca AMB, se convirtió en bicampeona, transformándose, así, en la primera campeona femenina del título OMB.
El 1 de junio de 2013 se enfrentó a la mexicana Jessica "Kika" Chávez perdiendo por decisión unánime. Este fue el primer revés de la campeona argentina quien no puso en juego sus títulos.
Casi 24 meses después de su última pelea, la Tuti no sólo fue mamá, sino que también aprovechó el receso para terminar la carrera de Psicóloga Social.

## Historial de Peleas
| Fecha                    | Estadio                           | Ciudad                     | Provincia / Departamento | País        | Rival                      | Pac. | Res. | Rnd | Peso   | Título        |
| ------------------------ | --------------------------------- | -------------------------- | ------------------------ | ----------- | -------------------------- | ---- | ---- | --- | ------ | ------------- |
| 5 de enero de 2008       | Polideportivo Municipal           | Villa Gesell               | Buenos Aires             | Argentina   | Soledad Macedo             | 4    | GKO  | 3   | 47.500 | -             |
| 26 de enero de 2008      | Estadio Socios Fundadores         | Comodoro Rivadavia         | Chubut                   | Argentina   | Verena Crespo              | 4    | GKOT | 2   | 47.600 | -             |
| 8 de marzo de 2008       | Gimnasio Pedro Estremador         | San Carlos de Bariloche    | Río Negro                | Argentina   | Adriana Yanina Herrera     | 6    | GPP  | 6   | 49.00  | -             |
| 19 de abril de 2008      | Centro Deportivo Municipal n.º 2  | Caseros                    | Buenos Aires             | Argentina   | Natalia del Pilar Burga    | 6    | GPP  | 6   | 48.850 | -             |
| 3 de julio de 2008       | Luna Park                         | Buenos Aires               | -                        | Argentina   | Adriana Yanina Herrera     | 6    | GPP  | 6   | 50.500 | -             |
| 26 de septiembre de 2008 | Centro Deportivo Municipal n.º 2  | Caseros                    | Buenos Aires             | Argentina   | Francia Bravo              | 10   | GKOT | 4   | 48.800 | INTERNAC. CMB |
| 4 de diciembre de 2008   | Luna Park                         | Buenos Aires               | -                        | Argentina   | Ana Fernández              | 10   | GPP  | 10  | 48.200 | AMB           |
| 7 de marzo de 2009       | Gimnasio Municipal                | Puerto Madryn              | Chubut                   | Argentina   | Jessica Chávez             | 10   | GPP  | 10  | 49.000 | AMB           |
| 20 de junio de 2009      | Hogar de los Tigres               | Sunchales                  | Santa Fe                 | Argentina   | Paulina Cardona            | 10   | GKOT | 2   | 48.300 | AMB           |
| 8 de agosto de 2009      | Palacio Contador Gastón Guelfi    | Montevideo                 | Montevideo               | Uruguay     | Ibeth Zamora Silva         | 10   | GPP  | 10  | 48.100 | AMB           |
| 6 de noviembre de 2009   | Microestadio Delmi                | Salta                      | Salta                    | Argentina   | Ana Arrazola               | 10   | GPP  | 10  | 48.500 | AMB/OMB       |
| 13 de marzo de 2010      | Polideportivo José María Gatica   | Villa Domínico             | Buenos Aires             | Argentina   | Diana González             | 10   | GKO  | 2   | 48.300 | AMB/OMB       |
| 14 de agosto de 2010     | Hogar de los Tigres               | Sunchales                  | Santa Fe                 | Argentina   | Ana Arrazola               | 10   | GPP  | 10  | 48.100 | AMB/OMB       |
| 29 de enero de 2011      | Complejo Polideportivo Municipal  | Monte Hermoso              | Buenos Aires             | Argentina   | Carina Moreno              | 10   | GPP  | 10  | 48.100 | AMB/OMB       |
| 2 de abril de 2011       | Estadio Socios Fundadores         | Comodoro Rivadavia         | Chubut                   | Argentina   | Romina Alcántara           | 8    | GKO  | 7   | 49.700 | -             |
| 11 de junio de 2011      | Luna Park                         | Buenos Aires               | -                        | Argentina   | Yesenia Martínez Castrejón | 10   | GKOT | 9   | 48.550 | AMB/OMB       |
| 24 de septiembre de 2011 | Polideportivo Posta del Retamo    | Junín                      | Mendoza                  | Argentina   | Daniela Romina Bermúdez    | 10   | GDU  | 10  | 48.500 | AMB           |
| 29 de octubre de 2011    | Coliseo Mario 'Quijote' Morales   | Guaynabo                   |                          | Puerto Rico | Suzannah Warner            | 1    | GKOT | 10  | 48.800 | OMB           |
| 9 de diciembre de 2011   | Salón de los Bomberos Voluntarios | General Villegas           | Buenos Aires             | Argentina   | Olga Julio                 | 2    | GKO  | 10  | 48.400 | OMB           |
| 24 de mayo de 2012       | Estadio F.A.B.                    | Buenos Aires               |                          | Argentina   | Anabel Ortiz               | 10   | GDU  | 10  | 48.700 | AMB/OMB       |
| 4 de agosto de 2012      | Foro Polanco                      | México, D. F.              |                          | México      | Yesenia Martínez Castrejón | 10   | GDU  | 10  | 48.800 | OMB           |
| 27 de septiembre de 2012 | Hotel San Juan                    | Isla Verde                 | Carolina                 | Puerto Rico | Marisol Miranda            | 7    | GKOT | 10  | 48.100 | OMB           |
| 26 de enero de 2013      | Polideportivo Municipal           | Monte Hermoso              | Buenos Aires             | Argentina   | Marisa Johanna Portillo    | 10   | GDT  | 10  | 48.500 | AMB/OMB       |
| 16 de marzo de 2013      | Club Los Padres Capuchinos        | Concordia                  | Entre Ríos               | Argentina   | Carolina Álvarez           | 6    | GRTD | 10  | 48.800 | AMB/OMB       |
| 1 de junio de 2013       | Centro Cívico de Ecatepec         | Ecatepec de Morelos        | Estado de México         | México      | Jessica Chávez             | 10   | PDU  | 10  | 49.000 | CMB           |
| 19 de julio de 2013      | Racing Club                       | Avellaneda                 | Buenos Aires             | Argentina   | Anastasia Toktaulova       | 10   | GDU  | 10  | 48.800 | AMB/OMB       |
| 6 de diciembre de 2013   | Club Los Padres Capuchinos        | Concordia                  | Entre Ríos               | Argentina   | Ana Fernández              | 2    | GKOT | 10  | 48.900 | AMB/OMB       |
| 26 de abril de 2014      | Polideportivo Carlos Magalot      | Río Grande                 | Tierra del Fuego         | Argentina   | Daniela Bermúdez           | 10   | GDU  | 10  |        | OMB           |
| 8 de abril de 2016       | Estadio José María Gatica         | Villa Domínico, Avellaneda | Buenos Aires             | Argentina   | Vanesa Lorena Taborda      | 8    | GDU  | 8   |        |               |